# ابن الدمياطي
ابن الدمياطي (700هـ - 749) هو أحد أبرز علماء المسلمين في القرن الثامن الهجري، وخصوصًا في علم الحديث الشريف، حيث أثرى حركة التأليف في هذا العلم من خلال مجموعة من المؤلفات، كما أثنى عليه جماعة من معاصريه.

## اسمه ونسبه ومولده
هو شهاب الدين أحمد بن عز الدين أيبك بن عبد الله الحُسَامي. أبو الحسين وأبو العباس الدِّمْياطي، نسبة إلى دِمْياط حيث وُلِد ونشأ، المصري الشافعي، المعروف بابن الدِّمْياطي، المولود سنة (700هـ). 

## طلبه العلم ورحلاته
يبدو أن أول اشتغاله بالعلم كان في حدود السادسة عشرة من عمره، فقد حفظ ألفية ابن مالك في النحو، وقرأ الفقه، واعتنى بسماع الحديث، فأقبل على مجالس الحديث ولقُي الأشياخ يسمع ويكتب ويجمع ويستجيز، وكتب بخطه، وقرأ بنفسه، وحصّل الأصول والفروع، ورحل في سماع الحديث إلى القاهرة والإسكندرية، واستجاز مشايخ البلدان، كمشايخ مكة والقدس وبغداد ودمشق، ورحل إلى الشام للقاء المحدثين والمسندين، واعتنى بالانتقاء على الشيوخ والتخريج من أثبات مروياتهم، وأكثر من ذلك حتى اشتهر به، وبزغ نجمه بين أقرانه وتميز.
قال الذهبي: «قدم علينا عام أربعين، واستفدنا منه، وظهرت معرفته وحسن مشاركته، خرّجتُ له جزءًا، سمع مني، وسمعت منه».

## شيوخه
تتلمذ ابن الدمياطي على يد جماعة من علماء عصره، حيث بلغوا أكثر من مائة شيخ، معظمهم شيوخ الحديث والإجازة، ومن أبرز شيوخه:
1. خليل بن أيبك بن عبد الله، صلاح الدين أبو الصفاء الصفدي، الأديب الناظم (696 – 764هـ).
2. علي بن عبد الكافي بن علي، تقي الدين أبو الحسن السبكي قاضي القضاة، (683 - 756هـ).
3. محمد بن أحمد بن عثمان بن قايماز، شمس الدين أبو عبد الله الذهبي الحافظ (673 – 748هـ).
4. محمد بن يوسف بن علي بن يوسف بن حيان، أثير الدين أبو حيان الأندلسي شيخ النحاة في عصره (654 – 745هـ).[3]

## مؤلفاته
ألّف ابن الدمياطي مجموعة من المؤلفات في علم الحديث الشريف، وخرّج مشيخات لكثير من أساتذته، ومن مؤلفاته:
- تخريج أحاديث الرافعي.
- الذيل على صلة التكملة لوفيات النقلة.
- 3- رياض الطالبين في الأحاديث الأربعين: وهي أربعون حديثًا عن أربعين شيخًا في أربعين بابًا من العلم لأربعين صحابيًا مخرجة في سنة أربعين، انتهى من تصنيفه في جمادى الأولى من سنة (740هـ) بالقاهرة، ومنه نسخة بخط مؤلفه في جزأين وهو ضمن مجموع الظاهرية رقم (1241).[7]

- مشيخة يحيى بن فضل الله العدوي العمري (738هـ).
- معجم شيوخ تقي الدين السبكي (التراجم الجليلة الجلية والأشياخ العالية العلية) وقد طبع في دار البشائر الإسلامية.
- عمدة الفاضل في اختصار الكامل (مخطوط): وهو اختصار لكتاب «الكامل في الضعفاء» لابن عدي.

## ثناء العلماء عليه
قال عنه الذهبي:«الإمام المفيد الحافظ، محدث مصر، قدم علينا عام أربعين، واستفدنا منه، وظهرت معرفته وحسن مشاركته».
وقال الحسيني:«الشيخ الإمام العالم الحافظ المخرج المفيد... محدث مصر».
وأثنى عليه ابن ناصر الدين الدمشقي نظمًا ونثرًا، حيث قال: «وكان زين الأمراء، وجمال المحدثين، وأحد الحفاظ الثقات المجودين».

## وفاته
توفي بالطاعون العظيم الذي تفشى في بلاد مصر والشام سنة تسع وأربعين وسبعمئة للهجرة، في رمضان.